# Joel Henry Hildebrand
Joel Henry Hildebrand (Camden, 16 novembre 1881 – Kensington, 30 aprile 1983) è stato un chimico statunitense.
Hildebrand frequentò l'università della Pennsylvania, laureandosi nel 1903. Nel 1913 si spostò all'Università della California - Berkeley, ove divenne Assistente Professore. Associato dal 1918, l'anno seguente completo il cursus universitario con la nomina a professore ordinario. Il 4 agosto 1919 Roger Sprague, un assistente di chimica cui Hildebrand aveva precluso una promozione, ferì con una pistola il celebre chimico e un altro professore.Fu decano del Collegio di Chimica a Berkeley dal 1949 al 1951 e si ritirò l'anno seguente dall'insegnamento, rimanendo Professore Emerito.
Nel 1924 Hildebrand coniò il termine "soluzione regolare" per descrivere una classe di soluzioni reali la cui entropia di eccesso (ossia l'entropia non prevista considerando idealmente le soluzioni) è nulla, cosicché l'energia libera di Gibbs di eccesso coincida con l'entalpia di eccesso (si ricordi che per soluzioni perfette l'entalpia di mescolamento, in conseguenza dell'equazione di Gibbs-Helmholtz, è nulla). Hildebrand correlò l'entalpia di eccesso con le frazioni molari dei componenti (si parla di miscele binarie, quindi tale entalpia ha dipendenza quadratica dalla composizione) e con il fattore di non idealità ξ, dipendente dalla differente entità delle relazioni AB rispetto alla media relazioni AA e BB, deducibili dal potenziale di Lennard-Jones. La teoria di Hildebrand è rigorosa e consente di arrivare ai coefficienti di Margules e alla descrizione esatta dell'immiscibilità (ottimizzando l'energia di Gibbs di mescolamento rispetto a csi si trova un'equazione trascendentale la cui soluzione è ξ=2; per tale valore la curva di entalpia presenta due minimi e un massimo, che delimitano la prima lacuna di immiscibilità).
Hildebrand è poi noto per aver elaborato l'omonimo parametro di solubilità :{\displaystyle \delta ={\sqrt {(\Delta H_{v}-RT)/V_{m}}}}, valido per molecole non polari come molti polimeri.